# Еминген-Липтинген
Еминген-Липтинген (њем. Emmingen-Liptingen) општина је у њемачкој савезној држави Баден-Виртемберг. Једно је од 34 општинска средишта округа Тутлинген. Према процјени из 2010. у општини је живјело 4.572 становника. Посједује регионалну шифру (AGS) 8327057.

## Географски и демографски подаци
Еминген-Липтинген се налази у савезној држави Баден-Виртемберг у округу Тутлинген. Општина се налази на надморској висини од 772 метра. Површина општине износи 54,6 km². У самом мјесту је, према процјени из 2010. године, живјело 4.572 становника. Просјечна густина становништва износи 84 становника/km².